# Johannes Spallek
Johannes Spallek (* 7. September 1948 in Reinbek) ist ein deutscher Archivar und Kulturreferent.

## Leben
Spallek wurde als Sohn des Kaufmanns Wilhelm Spallek und dessen Frau Adelheid geboren. Er wuchs in Glinde auf und legte das Abitur am Kolleg St. Thomas der Dominikaner in Vechta ab. Es folgte das Studium der Kunstgeschichte in Hamburg. Nach der Promotion 1978 wurde er Mitarbeiter der Gemeinde Glinde, wo er die 750-Jahr-Feier organisierte. Von 1980 bis 2010 war er Kulturreferent und Archivleiter des Kreises Stormarn. Ende September 2010 trat er in den Ruhestand ein.

## Schriften (Auswahl)

### Als Autor
- mit Georg-Wilhelm Röpke: Das Wandsbeker Wappen (= Heinevetter-Dokumentationen). Heinevetter, Hamburg 1993, ISBN 3-929171-24-4.
- mit Dörte Nicolaisen: Övelgönne, Neumühlen (= Arbeitshefte zur Denkmalpflege in Hamburg. Band 1). Christians, Hamburg 1975, ISBN 3-7672-0365-0.
- Alexis de Chateauneuf und William Lindley. Ihre gemeinsam errichteten Bauwerke. Hamburg 1978, OCLC 923165650, (zugleich Dissertation, Hamburg 1978).
- Vor hundert Jahren nahm die Südstormarnsche Kreisbahn den Betrieb auf. Bad Oldesloe: Kreisarchiv Stormarn, 2007.

### Als Herausgeber
- Denkmalpflege im Kreis Stormarn. Band 1 (= Stormarner Hefte. Band 1).  Wachholtz, Neumünster 1983, ISBN 3-529-07114-5.
- 50 Jahre Berufliche Schulen des Kreises Stormarn (= Stormarner Hefte. Band 13).  Wachholtz, Neumünster 1988, ISBN 3-529-07118-8.
- Denkmalpflege im Kreis Stormarn. Band 2 (= Stormarner Hefte. Band 14).  Wachholtz, Neumünster 1989, ISBN 3-529-07119-6.
- Naturschutz und Landschaftspflege im Kreis Stormarn (= Stormarner Hefte. Band 16).  Wachholtz, Neumünster 1991, ISBN 3-529-07121-8.
- Der Kreis Stormarn feierte. Dokumentation des Jubiläumsprogramms „125 Jahre Kreis Stormarn“ (= Stormarner Hefte. Band 17).  Wachholtz, Neumünster 1993, ISBN 3-529-07122-6.
- Denkmalpflege im Kreis Stormarn. Band 3 (= Stormarner Hefte. Band 20).  Wachholtz, Neumünster 1997, ISBN 3-529-07125-0.
- Mit Norbert Bruno Joachim Fischer und Franklin Kopitzsch: Von ländlichen Lebenswelten zur Metropolregion. Regionalgeschichte am Beispiel Stormarn (= Stormarner Hefte. Band 21).  Wachholtz, Neumünster 1998, ISBN 3-529-07126-9.